# Laguna de San Antonio
Laguna San Antonio é um lago localizado na Guatemala. Localiza-se no departamento de El Quiché, Município de San Antonio Ilotenango.